# 肾叶天胡荽
肾叶天胡荽（学名：Hydrocotyle wilfordii），为伞形科天胡荽属下的一个植物种。

## 形态
- 叶较大，基部心形或呈锐角。
- 伞形花序密集成头状，单生于枝条上部，有时因嫩枝未延长，常有2-3个花序簇生节上。